# Behavazva
Behavazva (eredeti cím: Let It Snow) 2019-ben bemutatott amerikai ifjúsági romantikus filmvígjáték, melyet Luke Snellin rendezett, valamint Kay Cannon, Victoria Strouse és Laura Solon írt, Maureen Johnson, John Green és Lauren Myracle azonos nevű fiatal-felnőtt regénye alapján. A főszereplők Isabela Moner, Liv Hewson, Odeya Rush, Kiernan Shipka és Jacob Batalon.
A film forgatása 2019 februárjában kezdődött Torontóban és Ontarióban.
A filmet 2019. november 8-án mutatta be a Netflix.

## Rövid történet
Egy kisvárosban a karácsony esti hóesés több fiatalt összehoz a párjával.

## Szereplők
| Szerep | Színész                | Magyar hang        |
| --- | ---------------------- | ------------------ |
| Julie Reyes, egy tizenéves, akit felvesznek a Columbia Egyetemre, viszont nem akarja otthagyni súlyos beteg édesanyját. | Isabela Merced         | Nagy Blanka        |
| JP Lapierre, Duke sportos és szexi barátja, aki egyetemre jár.                                                          | Matthew Noszka         | Csiby Gergely      |
| Dorrie, pincérnő a helyi Waffle Townban.                                                                                | Liv Hewson             | Staub Viktória     |
| Addie, Dorrie legjobb barátnője, aki paranoiás a barátja miatt, azt hiszi, hogy meg fogja csalni.                       | Odeya Rush             | Pekár Adrienn      |
| Kerry, zárkózott pomponlány, aki gyakran a Waffle Townban van; Dorrie titkos szerelme.                                  | Anna Akana             | Bogdányi Titanilla |
| Angie, beceneve (lány létére) Herceg.                                                                                   | Kiernan Shipka         | Csuha Borbála      |
| Tobin, titokban szerelmes legjobb barátjába, Hercegbe.                                                                  | Mitchell Hope          | Jéger Zsombor      |
| Stuart Bale, ismert énekes, popsztár, aki a városon utazik át.                                                          | Shameik Moore          | Penke Bence        |
| Alufóliás nő, vontatóautós asszony, aki tanácsokat ad Addie-nek.                                                        | Joan Cusack            | Csere Ágnes        |
| Keon, Dorrie munkatársa, aki azt szeretné, ha partit rendezhetne a munkahelyén.                                         | Jacob Batalon          | Baráth István      |
| Chad és Pete Reston, ikrek, akik üldözik Tobint.                                                                        | Jon és Jamie Champagne |                    |
| Billy, a Waffle Town munkatársa.                                                                                        | Miles Robbins          |                    |
| Kira, Stuart PR-osa. | D'Arcy Carden          | Németh Kriszta     |
| Debbie, Julie anyja. | Andrea de Oliveira     |                    |
| Pops, Julie nagyapja.                                                                                                   | Victor Rivers          | Cs. Németh Lajos   |
| Jeb, Addie volt barátja.                                                                                                | Mason Gooding          |                    |
| Lisa, Kerry baráti társaságának tagja, aki kineveti Dorrie-t.                                                           | Briar Nolet            |                    |

## Kritikai fogadtatás
A Rotten Tomatoes-on a film a 81%-ot kapott 27 kritikus értékelése alapján. Az oldal konszenzusa így szól: „Kényelmesen klisés; a Let It Snow-nak a kisujjában vannak az eszközök, de a kiváló társulatnak és a megfelelő mennyiségű ünnepi hangulatnak köszönhetően ez mégis működik.” A Metacritic-en a film súlyozott átlagpontszáma 51 a 100-ból, 5 kritikus véleménye alapján, ami „vegyes vagy átlagos értékelést” jelent.